# Estrabismo
Estrabismo ou vesgueira é uma condição em que os olhos não estão corretamente alinhados entre si quando a pessoa foca um objeto. O olho que se foca no objeto pode alternar. A condição pode-se manifestar de forma permanente ou apenas ocasionalmente. Quando está presente durante grande parte da infância, pode resultar ambliopia ou perda da percepção de profundidade. Quando tem início durante a idade adulta, é mais provável que possa resultar em visão dupla.
O estrabismo pode ser causado por disfunções musculares, hipermetropia, condições cerebrais, trauma ou infeções. Entre os fatores de risco estão o parto prematuro, paralisia cerebral ou antecedentes familiares da condição. O estrabismo está classificado em três tipos: esotropia, em que os olhos se cruzam; exoforia, em que os olhos divergem; e hipertropia, em que os olhos se encontram desalinhados verticalmente. O estrabismo pode ainda ser classificado em função do problema se manifestar em todas as direções para as quais a pessoa olha (estrabismo comitante) ou de se manifestar apenas numa direção (estrabismo incomitante). O diagnóstico baseia-se na observação da luz refletida pelas pupilas da pessoa, dado que na condição a luz refletida não está centrada na pupila. Outra condição que produz sintomas semelhantes é a doença do nervo craniano.
O tratamento depende do tipo de estrabismo e da causa subjacente. O tratamento mais comum consiste na utilização de óculos e, em alguns casos, de cirurgia corretiva. Em alguns tipos de estrabismo pode haver benefícios numa cirurgia na fase inicial da doença. O estrabismo afeta cerca de 2% das crianças. O termo "estrabismo" tem origem no grego strabismós ("olhar vesgo").